# Karl Pülzl
Karl Pülzl (* 25. Oktober 1912 in Schlatt, Oberösterreich; † 29. Jänner 1986 in Gmunden) war ein oberösterreichischer Politiker (SPÖ). Pülzl war von 1953 bis 1955 Abgeordneter zum Oberösterreichischen Landtag.
Pülzl war beruflich als Angestellter tätig und vertrat die SPÖ kurzfristig zwischen dem 30. Oktober 1953 und dem 18. November 1955 in oberösterreichischen Landtag. Pülzl war dabei für den 1953 verstorbenen Abgeordneten Fridolin Schröpfer in den Landtag nachgerückt. 